# Campagna di osservazione astronomica
Le campagne osservative hanno lo scopo di monitorare quanto più a lungo possibile l'aspetto dei pianeti, sia per lo studio delle loro caratteristiche superficiali, evidenziandone ad esempio i cambiamenti stagionali (come la variazione d'estensione delle calotte polari di Marte), sia per indagarne la dinamica dell'atmosfera.
Nel caso di pianeti gassosi come Giove o Saturno, tramite appositi software di misura, si possono registrare le coordinate (longitudine e latitudine) dei vari particolari presenti e, foto dopo foto, giorno dopo giorno, si ottengono i grafici delle velocità dei venti che ne animano l'atmosfera esterna.